# Jamesbrittenia chenopodioides
Jamesbrittenia chenopodioides är en flenörtsväxtart som beskrevs av O.M. Hilliard. Jamesbrittenia chenopodioides ingår i släktet Jamesbrittenia och familjen flenörtsväxter. Inga underarter finns listade i Catalogue of Life.